# Heliconia rhodantha
Heliconia rhodantha är en enhjärtbladig växtart som beskrevs av Abalo och G.Morales. Heliconia rhodantha ingår i släktet Heliconia och familjen Heliconiaceae. Inga underarter finns listade.